# فراکسیون مناطق ترک‌نشین
فراکسیون مناطق ترک‌نشین، یکی از فراکسیون‌های دهمین دوره مجلس شورای اسلامی ایران است که در تاریخ ۹ آبان سال ۱۳۹۵ با حضور ۱۰۰ نماینده مجلس تشکیل شد و ۲۵ نفر عضو شورای مرکزی هستند.
الیاس حضرتی نماینده ترک زبان تهران نیز از امضا کنندگان تشکیل این فراکسیون است. در تاریخ پنجم آذرماه نود و پنج، اولین اقدام این فراکسیون در طرح استیضاح آقای آخوندی وزیر راه موفق شد پنجاه امضاء جمع‌آوری نماید.

## هیئت رئیسه
با اجماع آراء، مسعود پزشکیان (نماینده تبریز، آذرشهر و اسکو و نائب رئیس اول مجلس) به عنوان رئیس فراکسیون انتخاب شد. اسامی اعضای هیئت رئیسه فراکسیون مناطق ترک‌نشین از این قرار است: آن گونه که احسان مهرابی،در یادداشتی در رادیو فردا نوشته برخی از شهرهای اطراف تهران از جمله اسلام‌شهر اکثریت جمعیت ترک‌زبان دارند و نامزدهای ترک‌زبان تهران حساب ویژه‌ای روی این شهرها باز می‌کنند.
| ردیف | نام و نام خانوادگی | سمت در فراکسیون | حوزه انتخاباتی                   |
| ---- | ------------------ | --------------- | -------------------------------- |
| ۱    | مسعود پزشکیان      | رئیس            | نماینده تبریز، آذرشهر و اسکو     |
| ۲    | نادر قاضی پور      | نائب رئیس اول   | نماینده ارومیه                   |
| ۳    | رضا کریمی          | نائب رئیس دوم   | نماینده اردبیل سرعین، نمین و نیر |
| ۴    | محمد حسن‌نژاد       | دبیر            | نماینده مرند و جلفا              |
| ۵    | شهاب الدین بی‌مقدار | دبیر            | نماینده تبریز، آذرشهر و اسکو     |
| ۶    | زهرا ساعی          | سخنگو           | نماینده تبریز، آذرشهر و اسکو     |

## اهداف فراکسیون
هدف این فراکسیون، استفاده از ظرفیت نمایندگان ترک زبان در جهت رفع مشکلات و توسعه متوازن مناطق ترک‌نشین اعلام شده‌است.

## پی‌نوشت
1. 1 2  «تشکیل فراکسیون مناطق ترک نشین در مجلس/ پزشکیان رئیس شد». خبرگزاری مجلس شورای اسلامی. ۹ آبان ۱۳۹۵. بایگانی‌شده از اصلی در ۱۱ فوریه ۲۰۱۷. دریافت‌شده در ۸ فوریه ۲۰۱۷.
2. 1 2  «انتخاب مسعود پزشکیان به عنوان رئیس فراکسیون «مناطق ترک‌نشین» مجلس». رادیو فردا. دریافت‌شده در ۲۰۱۶-۱۰-۳۰.
3. 1 2  آفتاب. «تشکیل فراکسیون مناطق ترک‌نشین در مجلس/ پزشکیان رئیس شد». آفتاب. دریافت‌شده در ۲۰۱۶-۱۰-۳۰.
4. ↑  http://www.radiofarda.com/a/f7-tork-fraction-in-10th-parliament/27966543.html
5. ↑  «تشکیل فراکسیون مناطق ترک نشین در مجلس». tadbirvaomid.ir. دریافت‌شده در ۲۰۱۶-۱۰-۳۰.